# Alois Halbmayr

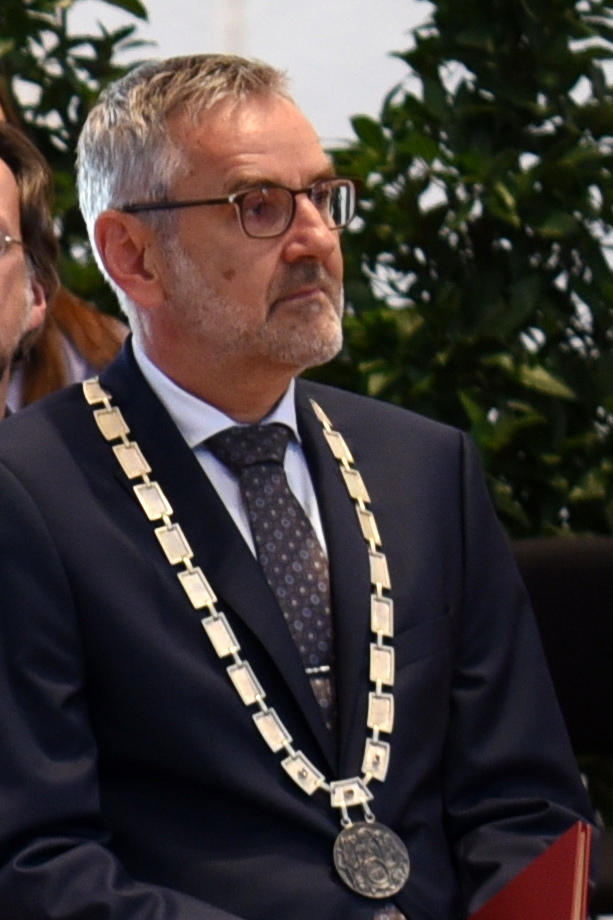
Alois Halbmayr (2019)

Alois Halbmayr (* 1961 in Sankt Johann in Engstetten) ist ein österreichischer römisch-katholischer Theologe.

## Leben
Alois Halbmayr studierte von 1979 bis 1988 katholische Theologie an den Universitäten Salzburg und Tübingen. Im Schuldienst absolvierte er 1988/1989  das Referendariat. Von 1989 bis 1994 war er Studienleiter im Bildungshaus St. Virgil/Salzburg; 1994 wurde er Assistent am Fachbereich Systematische Theologie der Kath.-Theol. Fakultät der Universität Salzburg. Nach der Promotion 1998 und der Habilitation 2007 wurde er 2008 zum außerordentlichen Universitätsprofessor ernannt. Von März bis Juni 2008 lehrte er als Gastprofessor an der Universität Wien. Von Februar bis März 2016 war er Visiting Scholar an der Southern Methodist University. 2017 wurde er Dekan der Kath.-Theol. Fakultät der Universität Salzburg.
Seine Forschungsschwerpunkte sind zur Wechselwirkung von Religion und Ökonomie, Gotteslehre / Monotheismus, Anthropologie / Soteriologie, Pneumatologie und Erkenntnistheorie.

## Schriften (Auswahl)
- Lob der Vielheit. Zur Kritik Odo Marquards am Monotheismus (= Salzburger theologische Studien. Band 13). Tyrolia-Verlag, Innsbruck/Wien 2000, ISBN 3-7022-2255-3 (zugleich Dissertation, Salzburg 1998).
- mit Josef P. Mautner: Gott im Dunkeln. Religion in den Lebenswelten der späten Moderne. Tyrolia-Verlag, Innsbruck/Wien 2003, ISBN 3-7022-2509-9.
- als Herausgeber mit Gregor Maria Hoff: Negative Theologie heute? Zum aktuellen Stellenwert einer umstrittenen Tradition (= Quaestiones disputatae. Band 226). Herder, Freiburg/Basel/Wien 2008, ISBN 3-451-02226-5.
- Gott und Geld in Wechselwirkung. Zur Relativität der Gottesrede. Schöningh, Paderborn/München/Wien/Zürich 2009, ISBN 978-3-506-76736-3 (zugleich Habilitationsschrift, Salzburg 2007).